# La Tour-de-Sçay
La Tour-de-Sçay település Franciaországban, Doubs megyében. Lakosainak száma 323 fő (2022. január 1.). La Tour-de-Sçay Flagey-Rigney, Rignosot, Cendrey, Corcelle-Mieslot, Germondans, Pouligney-Lusans, Rigney és Villers-Grélot községekkel határos.

## Népesség
A település népességének változása:
| Lakosok száma | 141  | 207  | 219  | 247  | 262  | 287  | 297  | 300  | 307  | 323  |
|               | 1968 | 1982 | 1990 | 2006 | 2013 | 2015 | 2017 | 2019 | 2020 | 2022 |